# Carlsbad Ski Sprint

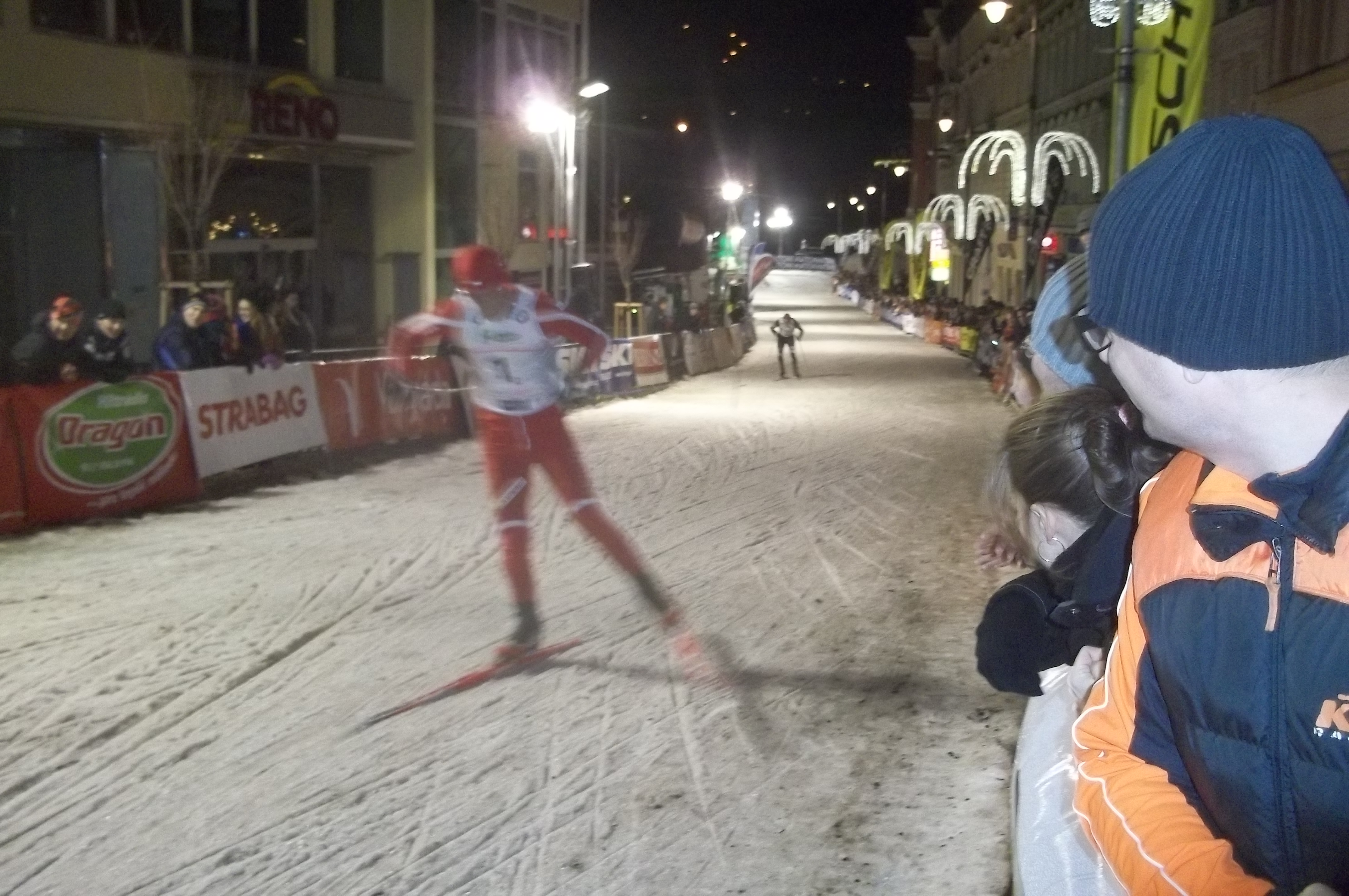
Ski sprint 2011

Carlsbad Ski Sprint byly mezinárodní závody v běhu na lyžích v centru Karlových Varů na třídě Tomáše Garrigue Masaryka. Konaly se vždy 26. prosince od roku 2007 do roku 2013, v roce 2014 se ale z finančních důvodů a kvůli nedostatku sněhu neuskutečnily.
Sníh do centra města byl dovážen z lyžařských středisek Pernink, Boží Dar nebo ze sousedního Německa. 
Carlsbad Ski Sprint se postupně rozrostl na několikahodinovou akci, která vrcholila závody hlavní kategorie, ale jejíž součástí byly i závody dalších kategorií, včetně kostýmované jízdy na starých dřevěných lyžích, koncert a závěrečný ohňostroj. Pravidelně se sportem bavilo kolem pěti tisíc diváků.

## Historie
V roce 2006 se Lukáš Bauer získal stříbrnou medaili na olympijských hrách v Turíně a přiřadil se definitivně ke světové běžecké špičce. Popularita běžeckého lyžování, také díky úspěchům Kateřiny Neumannové nebo Martina Koukala rostla. V Karlových Varech, nedaleko Bauerova domova na Božím Daru se rozhodli uspořádat sprinterský závod přímo v centru. Jejich cílem bylo přinést tento sport, který se zpravidla koná v horských či lesních prostředích, přímo mezi lidi.

### 2007
Závodu se účastnili lyžaři z Německa, Ruska a České republiky. Český tým měli reprezentovat např. Lukáš Bauer, Dušan Kožíšek a Martin Koukal. Bauer ale nakonec start odvolal kvůli blížícímu se Tour de Ski.
Závod probíhal systémem jednotlivých rozjížděk, do kterých každý tým nasazoval svého zástupce. Protože po 16 rozjížďkách bylo skóre vyrovnané, rozhodla až dodatečná rozjížďka, ve které Anton Gafarov z Ruska porazil Aleše Razýma.
| 1. | Rusko   | Anton Gafarov, Alexej Petuchov, Igor Ušajev, Ivan Gulajev |
| 2. | Česko   | Aleš Razým, Martin Koukal, Dušan Kožíšek, Milan Šperl     |
| 3. | Německo | Johann Stöhr, Lars Hänel, Oliver Wünsch, Robert Metze     |

### 2008

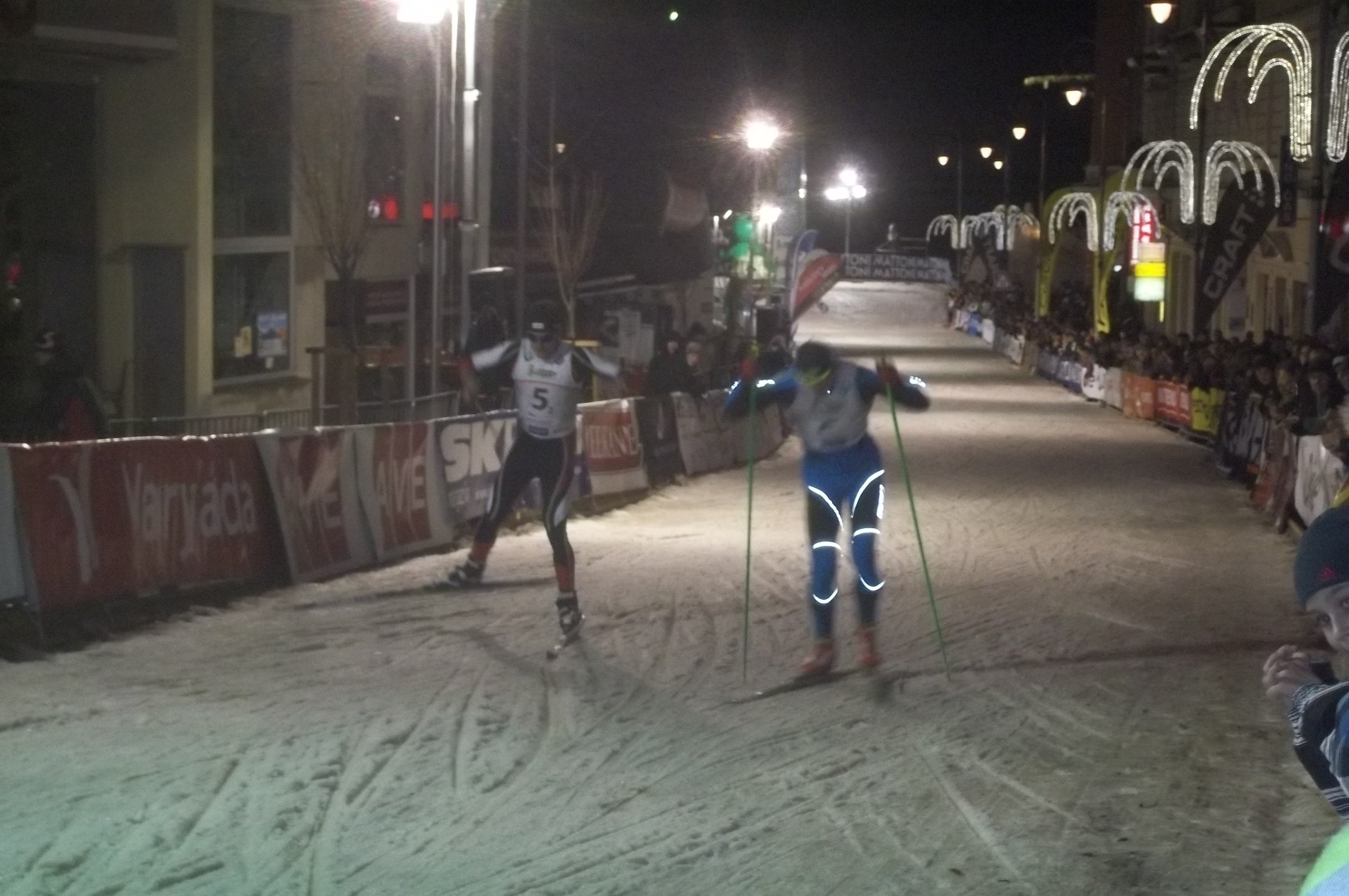
Ski sprint 2011

Druhého ročníku se účastnili lyžaři České republiky, Slovenské republiky, Německa a Rakouska, původně ohlášení Rusové nakonec nedorazili. Formát závodu se změnil, nově startovaly dvojice, ale v jednotlivých soubojích znovu startoval za každou dvojici jeden závodník. Češi měli celkově tři týmy po dvou lyžařích, první tým sestavili Martin Koukal a Václav Kupilík, druhý tým biatlonisté Michal Šlesingr a Ondřej Moravec a třetí tým Radek Šretr a Petr Novák.
Ani jeden český tým se ale do velkého finále neprobojoval a nakonec obsadily poslední tři místa. V závodě vyhrál tým Rakouska, druzí skončili Slováci a třetí Němci.
| 1. | Rakousko  | Manuel Hirner, Markus Bader     |
| 2. | Slovensko | Michal Malák, Davorín Škvaridlo |
| 3. | Německo   | Lars Hänel, Oliver Wünsch       |
| 4. | Česko     | Radek Šretr, Petr Novák         |
| 5. | Česko     | Martin Koukal, Václav Kupilík   |
| 6. | Česko     | Michal Šlesingr, Ondřej Moravec |

### 2009
Třetího ročníku se účastnili Němci, Slováci a Rusové, Českou republiku reprezentovaly dva týmy.
Novinkou závodu byla změna systému na štafetový sprint dvojic. Vůbec poprvé se na startu představil domácí závodník Lukáš Bauer, který žije na nedalekém Božím Daru. K postupu do tříčlenného finále chyběl dvojici Bauer, Milan Šperl jediný bod. Ve finále se ale potom poprvé v historii karlovarských závodů dočkali vítězství běžci z Česka, na sprint se specializující duo Petr Novák a Aleš Razým.
| 1. | Česko     | Petr Novák a Aleš Razým         |
| 2. | Německo   | Lars Hänel, Walter Hänel        |
| 3. | Rusko     | Andrej Ťutěrev, Sergej Grišin   |
| 4. | Česko     | Lukáš Bauer, Milan Šperl        |
| 5. | Německo   | Oliver Wünsch, Benjamin Seifert |
| 6. | Slovensko | Michal Malák, Davorín Škvaridlo |

### 2010
Čtvrtého ročníku se účastnili lyžaři z České republiky, Slovenské republiky, Německa, Rakouska a Polska. Ruský tým opět do Karlových Varů nedorazil, tentokrát byla na vině propadlá víza. Vítězství v závodě obhájil Petr Novák, který tentokrát nastoupil společně s Dušanem Kožíškem.
| 1. | Česko     | Dušan Kožíšek, Petr Novák           |
| 2. | Česko     | Lukáš Bauer, Martin Jakš            |
| 3. | Německo   | Lars Hänel, Erik Hänel              |
| 4. | Polsko    | Mariusz Michalek, Sebastian Gazurek |
| 5. | Slovensko | Artur Gergart, Davorín Škvaridlo    |

Carlsbad Ski Sprint v tomto roce doplnila biatlonová exhibice za účasti Zdeňka Vítka, Jaroslava Soukupa a Ondřeje Moravce, vyhrál Michal Šlesingr.

### 2011

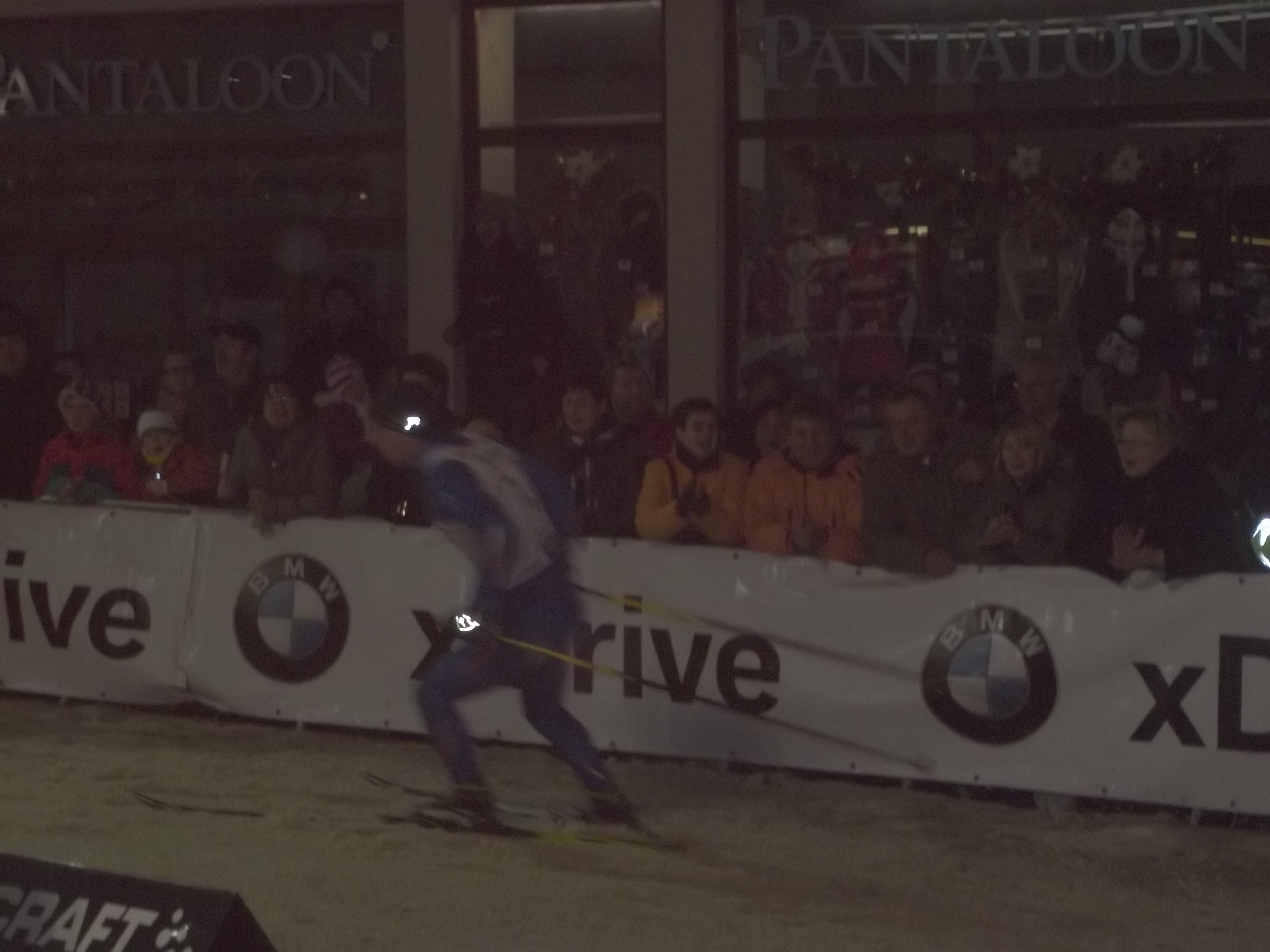
Ski sprint

Pátého ročníku se zúčastnilo poprvé v historii sedm týmů. Kromě již pravidelných účastníků z Česka, Polska, Německa, Rakouska a Slovenska dorazily také dvojice z Estonska a Ukrajiny. Českou dvojici původně měli tvořit Lukáš Bauer a Martin Koukal, ale kvůli nemoci nakonec Bauera vystřídal biatlonista Michal Šlesingr.
V bohatém doprovodném programu se představili třeba také skokan na lyžích Jakub Janda nebo dostihový jezdec a vítěz Velké pardubické Josef Váňa.
| 1. | Česko     | Martin Koukal, Michal Šlesingr     |
| 2. | Německo   | Oliver Wünsch, Thomas Freimuth     |
| 3. | Polsko    | Mariusz Michalek, Mateusz Ligocki  |
| 4. | Ukrajina  | Oleksij Švidkij, Ivan Bilosjuk     |
| 5. | Slovensko | Martin Kapšo, David Brünn          |
| 6. | Rakousko  | Sebastian Stadlbauer, Dominik Kern |
| 7. | Estonsko  | Vahur Teppan, Kristjan Oolo        |

### 2012
Šestého ročníku se účastnilo tentokrát jen šest dvojic z České republiky, Ukrajiny, Německa, Rakouska a smíšený tým Německa a USA. Českou republiku tentokrát reprezentovali Stanislav Řezáč a Martin Koukal, jenže když Řezáč zlomil v jedné z rozjížděk hůlku, Čechům už se nabranou ztrátu nepodařilo v dalších rozbězích dohnat a startovali jen v malém finále.
Zatímco už v minulých letech se konaly také závody juniorů nebo mladých nadějí, až v šestém ročníku premiérově odstartoval závod žen. Startovaly v něm ale jen tři dvojice.

#### Závod mužů

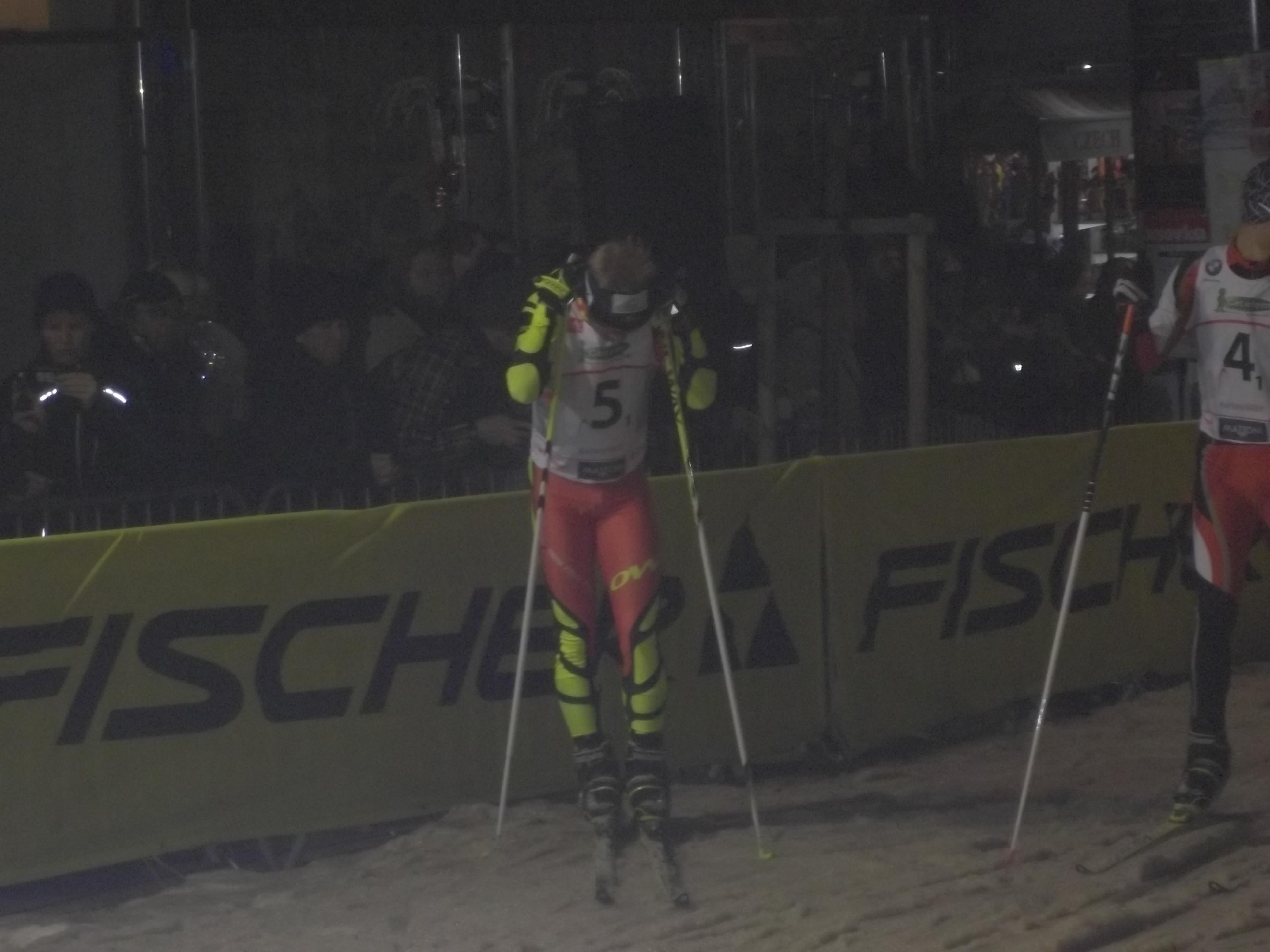
Ski sprint

| 1. | Německo       | Oliver Wünsch, Daniel Heun          |
| 2. | Ukrajina      | Oleksij Švidkij, Vitalij Štun       |
| 3. | Rakousko      | Dominik Kern, Lukas Weitgasser      |
| 4. | Česko         | Martin Koukal, Michal Šlesingr      |
| 5. | Ukrajina      | Ruslan Perechoda, Myroslav Bilosjuk |
| 6. | USA / Německo | Noah Hoffmann, Andy Gerstenberger   |

#### Závod žen
| 1. | Německo                     | Nadine Hermannová, Jenny Mannová     |
| 2. | Česko (Slovan Karlovy Vary) | Petra Nováková, Barbora Müllerová    |
| 3. | Česko (SK Jablonec)         | Kamila Knopová, Karolína Preislerová |

### 2013
Sedmého ročníku se účastnili lyžaři z Česka, Slovenska, Rakouska, Polska a smíšný tým z Lotyšska a Litvy.
Sníh na závody tentokrát musel být dovezen až z německého Oberwiesenthalu. Program byl navzdory obtížím při pořádání bohatý, zahrnoval biatlonovou exhibici, exhibici osobností, závod českého poháru a další doprovodné závody. Rozpočet akce se vyšplhal na 2,5 milionu korun.
Vítězi závodu se tentokrát stali Martin Koukal a Daniel Máka.
| 1. | Česko           | Martin Koukal, Daniel Máka        |
| 2. | Slovensko       | Andrej Segeč, Miroslav Šulek      |
| 3. | Německo         | Oliver Wünsch, Andy Gerstenberger |
| 4. | Polsko          | Dominik Bury, Kamil Bury          |
| 5. | Lotyšsko/ Litva | Indulis Bikše, Stepan Terentjev   |
| 6. | Rakousko        | Hans Hutegger, Kevin Plessnitzer  |

### 2014
V roce 2014 se závod v pravidelném prosincovém termínu nekonal. Magistrát Karlových Varů mu tentokrát nepřidělil dotaci a pořadatelé nedokázali zajistit prostředky z vlastních zdrojů. Magistrát se rozhodl šetřit, navíc vyslyšel i kritické ohlasy lidí na přehnaný ruch ve městě v době vánočních svátků. Dalším faktorem, který se postavil proti konání, bylo teplé počasí a nedostatek sněhu i ve střediscích, ze kterých se pravidelně dovážel.
Pořadatelé prozatím vyhlásili záměr uskutečnit závody v pozměněné podobě pod střechou na zimním stadionu KV Aréna.

## Ohlas
Přestože se karlovarský Ski Sprint stal jednou z tradičních a oblíbených součástí karlovarského sportovního i společenského kalendáře, měl přesto své kritiky.
Už v roce 2009 se například karlovarský zastupitel za Zelené Pavel Žlebek pozastavil nad tím, zda není akce příliš ekologicky i ekonomicky náročná a zda by nebylo možné přesunout ji na zimní stadion.
Podobné kritiky se opakovaly i v roce 2014, kdy magistrát města, který byl dlouhá léta generálním partnerem akce, nakonec rozhodl neprodloužit svou spolupráci a nepřidělit akci svou dotaci.